# Щодня
Щодня (англ. Everyday) — британський драматичний фільм 2013 року режисера Майкла Вінтерботтома. У головних ролях знялися Джон Сімм та Ширлі Гендерсон. На Стокгольмському кінофестивалі 2012 року фільм отримав приз ФІПРЕССІ. Спочатку фільм планувалося назвати «Сім днів», потім «Тут і там», і зрештою він отримав назву «Щодня».

## Сюжет
У фільмі розповідається історія однієї сім'ї, що опинилася розділеною на тривалий час.
Єн (Джон Сімм) — потрапляє у в'язницю за контрабанду наркотиків. Весь фільм побудований на тому, що сім'я продовжує жити, а діти поступово дорослішають без батька. Його ж життя полягає у тому, щоб дочекатися чергового візиту рідних до в'язниці.
У фільмі немає стрибків у часі, флешбеків тощо, проте зміна персонажів помітна одразу. Тут немає також і визначних подій, показано просто поступовий плин часу: Карен (Ширлі Гендерсон) працює у крамниці та барменом у рідному містечку в Норфолку, четверо дітей ходять у школу.
Час від часу Карен водить дітей на прогулянки до моря. Кетрін (менша донька) починає розмовляти, Шон (менший син) постійно б'ється, коли хтось погано каже про його батька, Роберт (старший син) починає красти, а у Стефані (старша донька) з'являється хлопець. Карен теж заводить інтрижку із другом сім'ї. І все це відбувається без участі Єна. Згодом йому починають давати звільнення на один день, які він проводить із сім'єю.
Єн виходить на свободу, життя входить у нормальне русло. Карен зізнається у зраді і після першої бурхливої реакції Єн все-таки пробачає її. Фільм завершується тим, що сім'я у повному складі прогулюється по пляжу.

## У ролях
- Джон Сімм — Єн
- Ширлі Гендерсон — Карен
- Шон Кірк — Шон
- Роберт Кірк — Роберт
- Кетрін Кірк — Кетрін
- Стефані Кірк — Стефані

## Виробництво
Фільм знімався каналом Channel 4 протягом 5 років у 2007–2012 в режимі реального часу. Завдяки цьому режисер добивається реалістичного зображення: дорослішання акторів відбувається природним шляхом, у тому числі четверо дітей зіграні у фільми одними і тими самими дітьми, які, до того ж, є рідними братами і сестрами у житті. Втім, чистого знімального часу було декілька тижнів. Усі зйомки відбувалися двічі на рік: на Різдво, оскільки у цей час можна було легко домовитися з усіма акторами, та влітку для контрасту..
Зйомки проходили у трьох реальних в'язницях із реальними охоронцями та в'язнями..
Прем'єра фільму відбулася на фестивалі Telluride Film Festival 3 вересня 2012. 8 вересня його показали на фестивалі у Торонто. На фестивалі у Стокгольмі стрічка здобула премію FIPRESCI. Прем'єра на телебаченні відбулася 15 листопада, а в кінотеатри фільм випустили 18 січня 2013.

## Відгуки
Фільм здобув позитивні відгуки критиків. Пітер Бредшоу у The Guardian написав: «Це гуманістична, оптимістична картина, яка має багато спільного із роботами Робера Гедіґйо та Кена Лоуча, і це ще один режисерський успіх Майкла Вінтерботтома»
На сайті Лондонського кінофестивалю фільму було дано таке резюме: «Як і інші гіпер-реалістичні роботи Майкла Вінтерботтома, „Щодня“ поступається багатьом художнім драмам у насиченості дій, але, тим не менш, це зворушливе кіно, яке, без сумніву, залишить слід у вашому серці».
На сайті Rotten Tomatoes фільм має рейтинг 6,3 та 71% позитивних рецензій.